# Dekanat Sokółka (archidiecezja białostocka)
Dekanat Sokółka – dekanat rzymskokatolicki w archidiecezji białostockiej.

## Parafie
W skład dekanatu wchodzi 10 parafii:
- parafia Świętej Trójcy i św. Dominika w Klimówce
- parafia Narodzenia NMP w Kundzinie
- parafia Opatrzności Bożej w Kuźnicy Białostockiej
- parafia MB Nieustającej Pomocy i św. Rocha w Lipinie
- parafia MB Częstochowskiej i św. Kazimierza w Majewie
- parafia Przemienienia Pańskiego w Sokolanach
- parafia Najświętszego Ciała i Krwi Chrystusa w Sokółce

kościół parafialny – Najświętszego Ciała i Krwi Chrystusa
- parafia św. Antoniego Padewskiego w Sokółce

kościół parafialny – św. Antoniego (kolegiata)
- parafia Wniebowzięcia NMP w Sokółce

kościół parafialny – Wniebowzięcia NMP
- parafia Najświętszego Serca Pana Jezusa w Starej Rozedrance

## Władze dekanatu
- Dziekan: ks. Bogusław Urban
- Wicedziekan: ks. Jarosław Ciuchna[2]
- Ojciec duchowny: ks. Wiesław Wojteczko

## Sąsiednie dekanaty
Dąbrowa Białostocka, Korycin, Krynki, Wasilków